# Giorgio Guglielmo di Hannover (1915)
Giorgio Guglielmo di Hannover (nome completo in tedesco Georg Wilhelm Ernst August Friedrich Axel; Braunschweig, 25 marzo 1915 – Monaco di Baviera, 8 gennaio 2006) è stato un principe e diplomatico tedesco.

## Biografia

### Battesimo ed educazione
Giorgio Guglielmo nacque a Braunschweig il 25 marzo 1915, figlio del duca di Brunswick Ernesto Augusto III di Brunswick e della principessa Vittoria Luisa di Prussia; i nonni paterni erano Ernesto Augusto, duca di Cumberland e Thyra di Danimarca, mentre i nonni materni l'imperatore Guglielmo II di Germania e Augusta Vittoria di Schleswig-Holstein-Sonderburg-Augustenburg.
Il piccolo Giorgio Guglielmo venne battezzato il 10 maggio dello stesso anno nella Cattedrale di Brunswick ed ebbe come padrini di battesimo Maria Cristina d'Asburgo-Teschen, regina consorte di Spagna, il principe Axel di Danimarca e la zia Olga di Hannover e Cumberland.
Dal 1930 al 1935 frequentò il collegio del Castello di Salem a Überlingen sul lago di Costanza, prestigioso istituto frequentato anche da Golo Mann e dal duca di Edimburgo. Inoltre la scuola era stata fondata da uno zio del principe, Max di Baden. già cancelliere imperiale, e dal pedagogo Kurt Hahn.

### Carriera
Il principe Giorgio Guglielmo fu membro del Comitato Olimpico Internazionale e del Deutscher Olympischer Sportbund; dal 1948 al 1959 presiedette la scuola di Salem.
Dal 1936, nonostante il fratello Ernesto Augusto risiedesse in Inghilterra e fosse suddito britannico, fece parte del corpo diplomatico tedesco e fu segretario di legazione e poi incaricato d'affari presso l'ambasciata tedesca ad Helsinki, incarico che perse nel 1946.
Dal 1955 fino al 1970 fu console di Finlandia a Monaco di Baviera. Risiedette a Schliersee, in Baviera fino alla morte avvenne nel 2006.

### Matrimonio
Il 23 aprile 1946 sposò a Salem la principessa Sofia di Grecia (1914-2001), figlia del principe Andrea e di Alice di Battenberg, nonché vedova di Cristoforo d'Assia.

## Discendenza
Giorgio Guglielmo di Hannover e Sofia di Grecia ebbero due figli e una figlia:
- S.A.R. Principe Guelfo Ernesto di Hannover (1947-1981);
- S.A.R. Principe Giorgio di Hannover (1949);
- S.A.R. Principessa Federica di Hannover (1954).

## Ascendenza
|                                                                |                          |                                                             | Genitori                                                       |  |  | Nonni |  |  | Bisnonni              |  |  | Trisnonni                     |  |
|                                                                |                          |                                                             |                                                                |  |  |       |  |  | Giorgio V di Hannover |  |  | Ernesto Augusto I di Hannover |  |
|                                                                |                          |                                                             |                                                                |  |  |       |  |  | Giorgio V di Hannover |  |  | Ernesto Augusto I di Hannover |  |
|                                                                |                          | Federica di Meclemburgo-Strelitz                            |                                                                |  |  |       |  |  | Giorgio V di Hannover |  |  |                               |  |
| Ernesto Augusto, duca di Cumberland                            |                          |                                                             |                                                                |  |  |       |  |  | Giorgio V di Hannover |  |  |                               |  |
|                                                                |                          | Maria di Sassonia-Altenburg                                 | Giuseppe di Sassonia-Altenburg                                 |  |  |       |  |  |                       |  |  |                               |  |
|                                                                |                          | Maria di Sassonia-Altenburg                                 | Giuseppe di Sassonia-Altenburg                                 |  |  |       |  |  |                       |  |  |                               |  |
|                                                                |                          | Maria di Sassonia-Altenburg                                 | Amalia di Württemberg                                          |  |  |       |  |  |                       |  |  |                               |  |
| Ernesto Augusto III di Brunswick                               |                          | Maria di Sassonia-Altenburg                                 |                                                                |  |  |       |  |  |                       |  |  |                               |  |
|                                                                |                          | Cristiano IX di Danimarca                                   | Federico Guglielmo di Schleswig-Holstein-Sonderburg-Glücksburg |  |  |       |  |  |                       |  |  |                               |  |
|                                                                |                          | Cristiano IX di Danimarca                                   | Federico Guglielmo di Schleswig-Holstein-Sonderburg-Glücksburg |  |  |       |  |  |                       |  |  |                               |  |
|                                                                |                          | Cristiano IX di Danimarca                                   | Luisa Carolina d'Assia-Kassel                                  |  |  |       |  |  |                       |  |  |                               |  |
| Thyra di Danimarca                                             |                          | Cristiano IX di Danimarca                                   |                                                                |  |  |       |  |  |                       |  |  |                               |  |
|                                                                |                          | Luisa d'Assia-Kassel                                        | Guglielmo d'Assia-Kassel                                       |  |  |       |  |  |                       |  |  |                               |  |
|                                                                |                          | Luisa d'Assia-Kassel                                        | Guglielmo d'Assia-Kassel                                       |  |  |       |  |  |                       |  |  |                               |  |
|                                                                |                          | Luisa d'Assia-Kassel                                        | Luisa Carlotta di Danimarca                                    |  |  |       |  |  |                       |  |  |                               |  |
| Giorgio Guglielmo di Hannover                                  |                          | Luisa d'Assia-Kassel                                        |                                                                |  |  |       |  |  |                       |  |  |                               |  |
|                                                                | Federico III di Germania | Guglielmo I di Germania                                     |                                                                |  |  |       |  |  |                       |  |  |                               |  |
|                                                                | Federico III di Germania | Guglielmo I di Germania                                     |                                                                |  |  |       |  |  |                       |  |  |                               |  |
|                                                                | Federico III di Germania | Augusta di Sassonia-Weimar-Eisenach                         |                                                                |  |  |       |  |  |                       |  |  |                               |  |
| Guglielmo II di Germania                                       | Federico III di Germania |                                                             |                                                                |  |  |       |  |  |                       |  |  |                               |  |
|                                                                |                          | Vittoria di Sassonia-Coburgo-Gotha                          | Alberto di Sassonia-Coburgo-Gotha                              |  |  |       |  |  |                       |  |  |                               |  |
|                                                                |                          | Vittoria di Sassonia-Coburgo-Gotha                          | Alberto di Sassonia-Coburgo-Gotha                              |  |  |       |  |  |                       |  |  |                               |  |
|                                                                |                          | Vittoria di Sassonia-Coburgo-Gotha                          | Vittoria del Regno Unito                                       |  |  |       |  |  |                       |  |  |                               |  |
| Vittoria Luisa di Prussia                                      |                          | Vittoria di Sassonia-Coburgo-Gotha                          |                                                                |  |  |       |  |  |                       |  |  |                               |  |
|                                                                |                          | Federico VIII di Schleswig-Holstein-Sonderburg-Augustenburg | Cristiano di Schleswig-Holstein-Sonderburg-Augustenburg        |  |  |       |  |  |                       |  |  |                               |  |
|                                                                |                          | Federico VIII di Schleswig-Holstein-Sonderburg-Augustenburg | Cristiano di Schleswig-Holstein-Sonderburg-Augustenburg        |  |  |       |  |  |                       |  |  |                               |  |
|                                                                |                          | Federico VIII di Schleswig-Holstein-Sonderburg-Augustenburg | Luisa Sofia di Danneskiold-Samsøe                              |  |  |       |  |  |                       |  |  |                               |  |
| Augusta Vittoria di Schleswig-Holstein-Sonderburg-Augustenburg |                          | Federico VIII di Schleswig-Holstein-Sonderburg-Augustenburg |                                                                |  |  |       |  |  |                       |  |  |                               |  |
|                                                                |                          | Adelaide di Hohenlohe-Langenburg                            | Ernesto I di Hohenlohe-Langenburg                              |  |  |       |  |  |                       |  |  |                               |  |
|                                                                |                          | Adelaide di Hohenlohe-Langenburg                            | Ernesto I di Hohenlohe-Langenburg                              |  |  |       |  |  |                       |  |  |                               |  |
|                                                                |                          | Adelaide di Hohenlohe-Langenburg                            | Fedora di Leiningen                                            |  |  |       |  |  |                       |  |  |                               |  |
|                                                                |                          | Adelaide di Hohenlohe-Langenburg                            |                                                                |  |  |       |  |  |                       |  |  |                               |  |